# Karlskoga tingslag
Karlskoga tingslag var ett tingslag i västra Örebro län och östra delen av Värmland.
Tingslaget bildades 1680 i det som kom att bli Östersysslets domsaga i Värmlands län. 1779 överfördes området till Örebro län och 1830 till Västernärkes domsaga. 1952 återgick området för Bjurtjärns socken till Värmlands län (och Östersysslets domsagas tingslag) när dess landskommunen uppgick i Ullvätterns landskommun.
Tingslaget upphörde 1971 då verksamheten överfördes till Karlskoga tingsrätt. 

## Omfattning

### Socknarna i häradet
- Karlskoga bergslags härad